# Theodor Hildebrandt

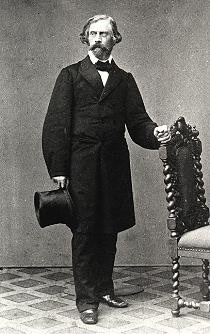
Theodor Hildebrandt

Ferdinand Theodor Hildebrandt, född 2 juli 1804 i Stettin, död 29 september 1874 i Düsseldorf, var en tysk målare.
Hildebrandt började sina konstnärliga studier i Berlin under Wilhelm Schadow, vilken han 1826 följde till Düsseldorf, och blev en av den där grundade skolans mest framstående lärjungar. 1825 framträdde han med Faust, 1826 med Cordelia och kung Lear och 1828 med Tankred döpande Klorinda. Ännu större popularitet vann han 1835 för Mordet på kung Edvards söner. Bland hans genrebilder har i synnerhet Krigaren och hans son (1832, Berlins nationalgalleri) blivit känd. Hildebrandt, som för övrigt utförde illustrationer och porträtt, kallades på sin tid realist, men han var knappast fri från den melodramatiska ton och den sentimentala inställning, som tillhörde skolan.